# Renault 9/11

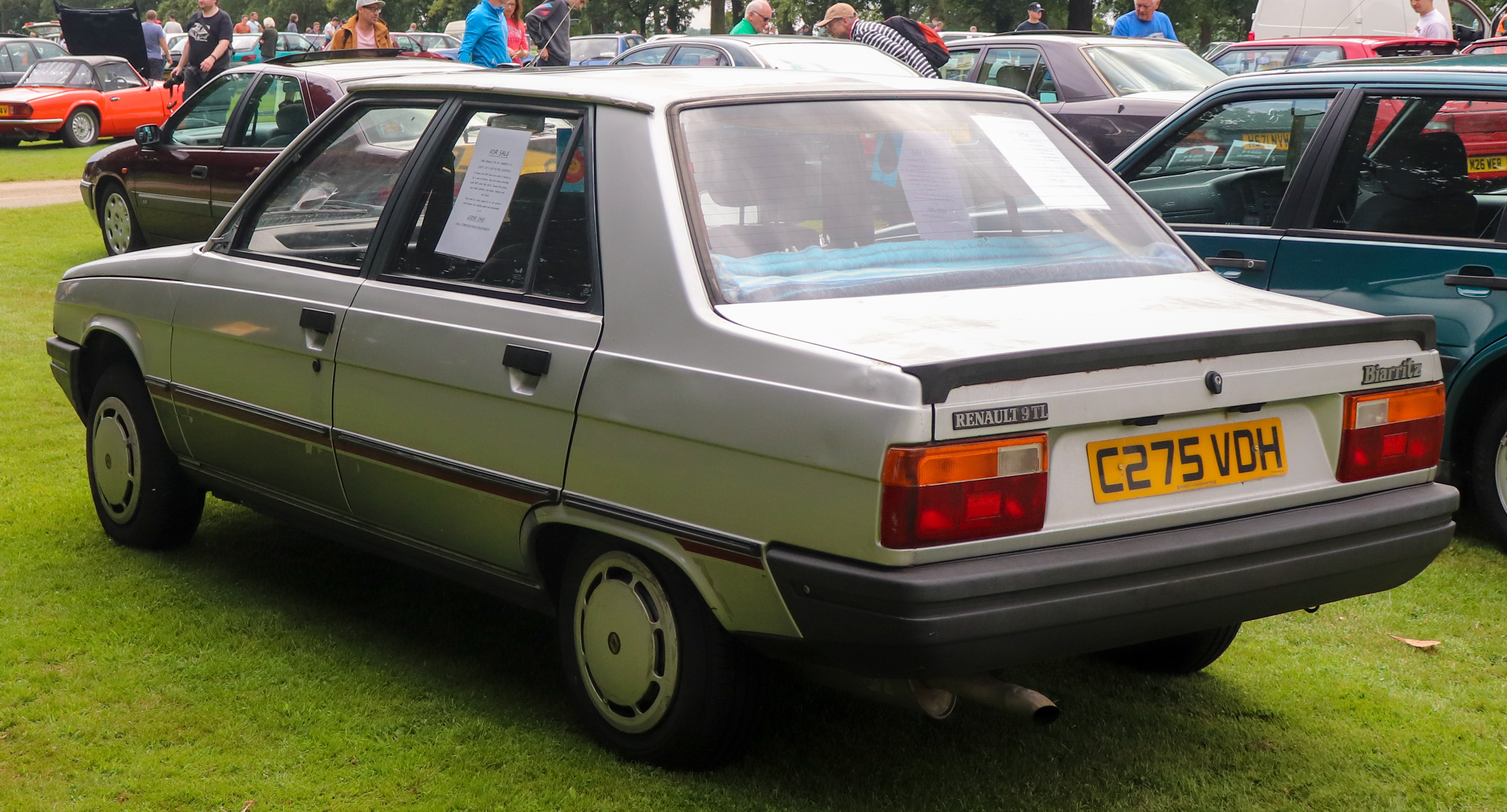
Renault 9

Renault 9 і Renault 11 (скорочено R9 і R11) — автомобілі С-класу з переднім поперечним розташуванням двигуна з чотирма циліндрами і переднім приводом, що вироблялися французькою компанією Renault.
Запущений у серпні 1981 року R9 являє собою класичний седан з чотирма дверима. У травні 1983 року вийшов R11 у вигляді трьох- і п'ятидверного хетчбека з великими задніми дверцятами багажника.

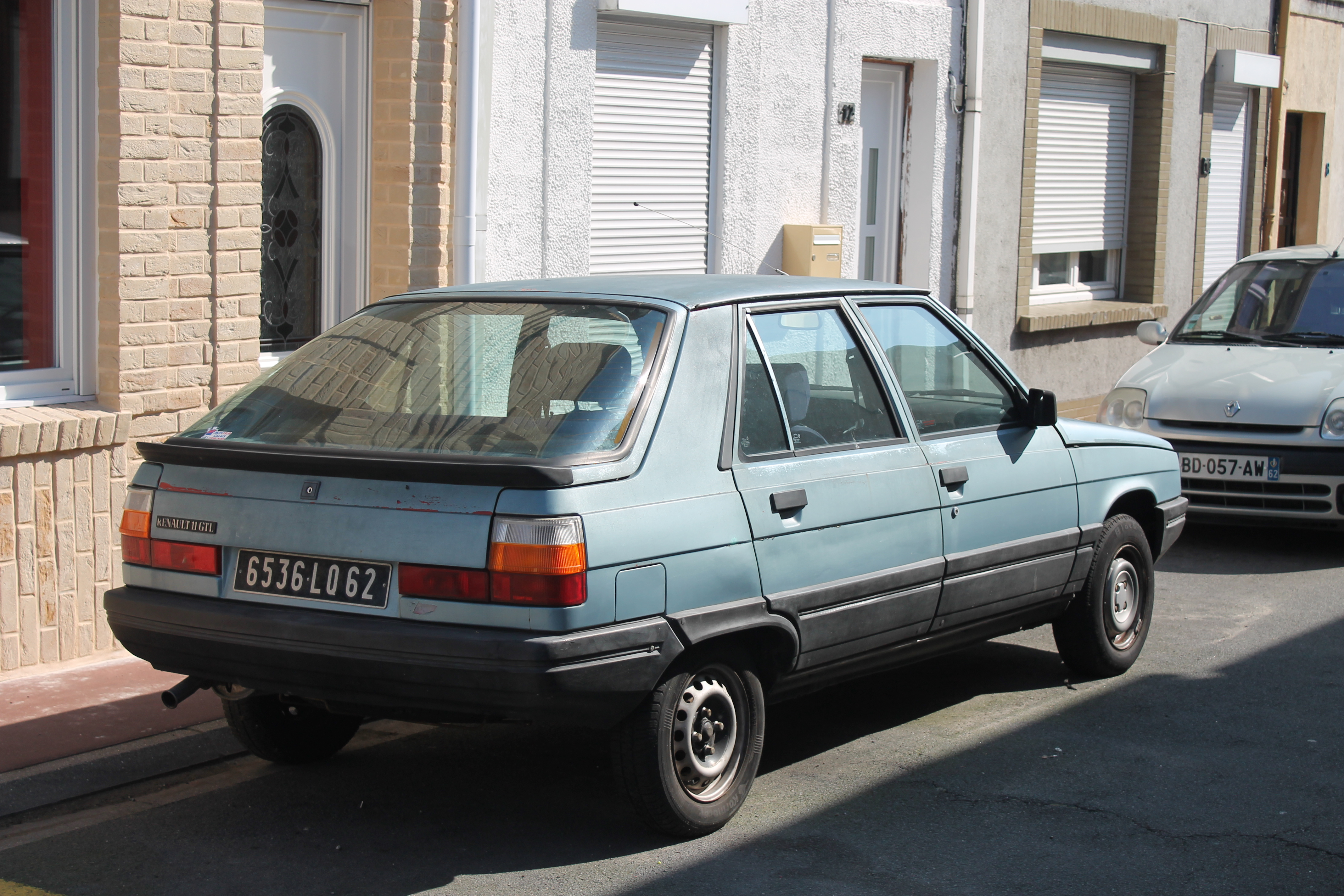
Renault 11

В жовтні 1986 року R9 і R11 були піддані фейсліфтингу, зокрема передня частина автомобіля була переглянута.

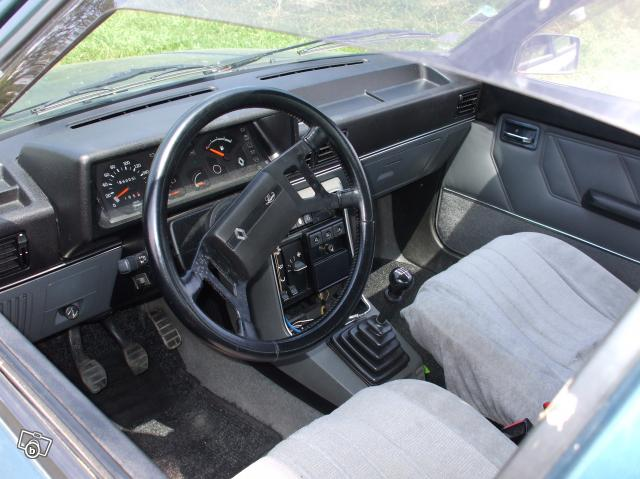

Виробництво R9 і R11 закінчилася в листопаді 1988 року коли їх замінив Renault 19. Всього виготовили 6,3 млн автомобілів.

### Лінійка комплектацій
- TC – 1.1 L – 1,108 cc; 48 PS (35 кВт)
- GTC – 1.2 L – 1,237 cc; 55 PS (40 кВт)
- TL – 1.4 L – 1,397 cc; 60 PS (44 кВт)
- GTL – 1.4 L – 1,397 cc; 68 PS (50 кВт)
- GTS - 1.4 L – 1,397 cc; 72 PS (53 кВт)
- TSE – 1.4 L – 1,397 cc; 72 PS (53 кВт)
- TX - 1.7 L – 1,721 cc; 75 PS (55 кВт)
- TXE – 1.7 L – 1,721 cc; 82 PS (60 кВт)
- GTX – 1.7 L – 1,721 cc; 90 PS (66 кВт)
- GTE – 1.7 L – 1,721 cc; 95 PS (70 кВт)
- Turbo – 1.4 L – 1,397 cc; 115 PS (85 кВт)
- Turbo – 1.4 L – 1,397 cc; 105 PS (77 кВт)
- GTD – 1.6 L – 1,595 cc; 55 PS (40 кВт)
- TDE – 1.6 L – 1,595 cc; 55 PS (40 кВт)

### США та Канада

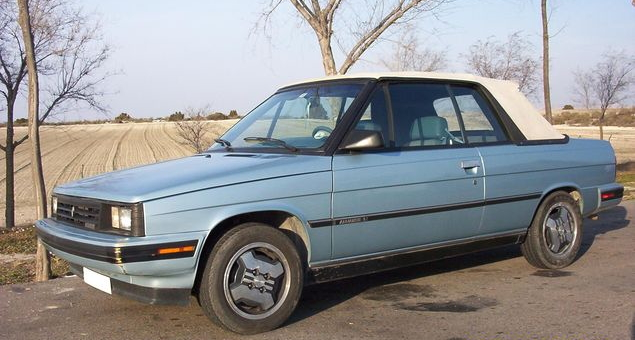
американський Renault Alliance Convertible (1987)

Малолітражний автомобіль вироблявся і продавався в Північній Америці компанією American Motors Corporation (AMC) як Renault Alliance з 1983 по 1987 модельні роки, а Renault Encore варіант з трьох- та п'ятидверний хетчбек продавався починаючи з 1984 року. У 1987 році AMC запропонувала лише в цей рік GTA Sedan та Convertible, які включали двигун об'ємом 2,0 л, спортивну підвіску, аеродинамічний обвіс ZENDER GmbH і колеса Ronal. У тому ж році Encore був перейменований в Alliance Hatchback.
Виробництво Alliance та GTA було припинено після викупу AMC компанією Chrysler у 1987 році. Всього було виготовлено 623'573 одиниць.